# Citi Open 2018
Il Citi Open 2018 è stato un torneo di tennis giocato sul cemento. È stata la 50ª edizione del torneo maschile, che fa parte della categoria ATP Tour 500 nell'ambito dell'ATP World Tour 2018 e l'ottava edizione del torneo femminile, che fa parte della categoria International nell'ambito del WTA Tour 2018. Si è giocato al William H.G. FitzGerald Tennis Center di Washington dal 30 luglio al 5 agosto 2018.

## Partecipanti ATP

### Teste di serie
| Nazionalità   | Giocatore          | Ranking* | Testa di serie |
| ------------- | ------------------ | -------- | -------------- |
| Germania      | Alexander Zverev   | 3        | 1              |
| Stati Uniti   | John Isner         | 9        | 2              |
| Belgio        | David Goffin       | 11       | 3              |
| Regno Unito   | Kyle Edmund        | 16       | 4              |
| Stati Uniti   | Nick Kyrgios       | 18       | 5              |
| Francia       | Lucas Pouille      | 19       | 6              |
| Giappone      | Kei Nishikori      | 20       | 7              |
| Corea del Sud | Chung Hyeon        | 23       | 8              |
| Canada        | Denis Shapovalov   | 27       | 9              |
| Grecia        | Stefanos Tsitsipas | 32       | 10             |
| Stati Uniti   | Steve Johnson      | 34       | 11             |
| Russia        | Karen Chačanov     | 35       | 12             |
| Stati Uniti   | Frances Tiafoe     | 42       | 13             |
| Francia       | Jérémy Chardy      | 43       | 14             |
| Germania      | Miša Zverev        | 45       | 15             |
| Russia        | Andrej Rublëv      | 46       | 16             |

* Ranking al 23 luglio 2018.

### Altri partecipanti
I seguenti giocatori hanno ricevuto una Wild card:
- Daniil Medvedev
- Tommy Paul
- Noah Rubin
- Tim Smyczek
- Stan Wawrinka

Il seguente giocatore è entrato in tabellone con il ranking protetto:
- James Duckworth

I seguenti giocatori sono passati dalle qualificazioni:

- Alex Bolt
- Mitchell Krueger
- Thai-Son Kwiatkowski
- Vincent Millot
- Yosuke Watanuki
- Donald Young

### Ritiri
Prima del torneo
- Kevin Anderson → sostituito da  Hubert Hurkacz
- Tomáš Berdych → sostituito da  Mackenzie McDonald
- Yuki Bhambri → sostituito da  James Duckworth
- Aleksandr Dolhopolov → sostituito da  Il'ja Ivaška

Durante il torneo
- Vincent Millot
- Andy Murray

## Partecipanti WTA

### Teste di serie
| Nazionalità | Giocatrice         | Ranking* | Testa di serie |
| ----------- | ------------------ | -------- | -------------- |
| Danimarca   | Caroline Wozniacki | 2        | 1              |
| Stati Uniti | Sloane Stephens    | 3        | 2              |
| Giappone    | Naomi Ōsaka        | 17       | 3              |
| Russia      | Ekaterina Makarova | 30       | 4              |
| Serbia      | Aleksandra Krunić  | 44       | 5              |
| Svizzera    | Belinda Bencic     | 45       | 6              |
| Croazia     | Donna Vekić        | 46       | 7              |
| Kazakistan  | Yulia Putintseva   | 53       | 8              |

* Ranking al 23 luglio 2018.

### Altre partecipanti
Le seguenti giocatrici hanno ricevuto una Wild card:
- Bianca Andreescu
- Bethanie Mattek-Sands
- Katie Swan

La seguente giocatrice è entrata in tabellone come special exempt:
- Zheng Saisai

Le seguenti giocatrici sono passate dalle qualificazioni:

- Harriet Dart
- Anhelina Kalinina
- Allie Kiick
- Sofya Zhuk

La seguente giocatrice è entrata in tabellone come lucky loser:
- Ysaline Bonaventure
- Mayo Hibi

### Ritiri
Prima del torneo
- Bianca Andreescu → sostituita da  Mayo Hibi
- Zarina Diyas → sostituita da  Olivia Rogowska
- Kirsten Flipkens → sostituita da  Nao Hibino
- Daria Gavrilova → sostituita da  Natalia Vikhlyantseva
- Camila Giorgi → sostituita da  Fanny Stollár
- Hsieh Su-wei → sostituita da  Han Xinyun
- Monica Niculescu → sostituita da  Kristie Ahn
- Anastasija Sevastova → sostituita da  Katie Boulter
- Barbora Strýcová → sostituita da  Andrea Petković
- Lesia Tsurenko → sostituita da  Caroline Dolehide
- Caroline Wozniacki → sostituita da  Ysaline Bonaventure

Durante il torneo
- Nao Hibino

## Campioni

### Singolare maschile
Alexander Zverev ha battuto in finale  Alex de Minaur con il punteggio di 6-2, 6-4.
- È il nono titolo in carriera per Zverev, il terzo della stagione.

### Singolare femminile
Svetlana Kuznetsova ha battuto in finale  Donna Vekić con il punteggio di 4-6, 7–6(7), 6-2.
- È il diciottesimo titolo in carriera per Kuznetsova, il primo della stagione.

### Doppio maschile
- Jamie Murray /  Bruno Soares hanno battuto in finale  Mike Bryan /  Édouard Roger-Vasselin con il punteggio di 3-6, 6-3, [10-4].

### Doppio femminile
- Han Xinyun /  Darija Jurak hanno battuto in finale  Alexa Guarachi /  Erin Routliffe con il punteggio di 6-3, 6-2.